# Resolución 26 del Consejo de Seguridad de las Naciones Unidas
La resolución 26 del Consejo de Seguridad de las Naciones Unidas, aprobada unánimemente el 4 de junio de 1947, modificó las normativas de procedimientos del Consejo de Seguridad, de modo que cuando el Consejo estuviese votando para cubrir un puesto en la Corte Internacional de Justicia, la votación continuase el tiempo que fuese necesario hasta que un candidato obtuviese la mayoría absoluta de los votos.